# Forest Hills (Queens)
Pour les articles homonymes, voir Forest Hills.
Forest Hills est un quartier résidentiel de la ville de New York, situé dans l'arrondissement du Queens. Il est bordé au nord par Rego Park, à l'est par Flushing Meadows, Grand Central Parkway et Kew Gardens, à l'ouest par Middle Village et au sud par Forest Park.
Fondé en 1906, le quartier était auparavant connu sous le nom de Whitepot. D'après le recensement de 2000, 41 417 personnes habitent Forest Hills[réf. nécessaire]. Il comprend le West Side Tennis Club qui a hébergé l'US Open de tennis de 1915 à 1977.

## Histoire
Historiquement le quartier a une grande communauté juive.

## Personnalités notables
Art Garfunkel, David Caruso, Michael Landon, Stan Lee, Ray Romano, Joey Ramone, et Jerry Springer sont des personnalités ayant habité à Forest Hills. 
Le personnage de Peter Parker alias Spider-Man, habite avec sa tante May une maison dans le quartier de Forest Hills. 

## Démographie
Composition ethno-raciale en 2010, :
- Blancs non hispaniques (58,3 %)
- Hispaniques et Latinos (12,4 %)
- Asiatiques (24,2 %)
- Noirs (2,5 %)
- Métis (2,1 %)
- Autres (0,5 %)